# Tendaguripterus
Tendaguripterus recki, Tendaguripteridae
Famille
Genre
Espèce
Tendaguripterus est un genre de ptérosaures ptérodactyloïdes des lits de sauriens moyens du Jurassique supérieur du Kimméridgien supérieur (formation de Tendaguru) de Tendaguru, région de Lindi, Tanzanie. 
Ce genre Tendaguripterus est resté monotypique et la seule espèce est l'espèce type Tendaguripterus recki. Ce genre est le seul de la famille monotypique des Tendaguripteridae.

## Fossiles
Selon Paleobiology Database en 2025, la famille des Tendaguripteridae a une seule collection référencée de fossiles. Cette collection de fossiles est du Kimméridgien supérieur du Jurassique supérieur, c'est-à-dire date de 152,21-149,2 Ma avant notre ère .

## Historique
Le genre Tendaguripterus et l'espèce Tendaguripterus recki sont décrits en 1999 par les paléontologues, britannique et allemand respectivement, David Unwin & W. D. Heinrich (d),,.
La famille des Tendaguripteridae est décrite en 2007 par les paléontologues Kellner et al.,.

## Découverte et dénomination
Lors des expéditions paléontologiques allemandes en Afrique orientale allemande entre 1909 et 1913, des fossiles de ptérosaures furent collectés et reconnus comme tels par Hans Reck en 1931. En 1999, David Unwin et Wolf-Dieter Heinrich désignèrent un nouveau genre. L'espèce type est Tendaguripterus recki. Le nom du genre est dérivé de Tendaguru et du grec latinisé pteron, « aile ». Le nom spécifique rend hommage à Reck.

## Description
Le genre Tendaguripterus est basé sur l'holotype MB.R.1290, une mandibule partielle munie de dents (région symphysaire, où les deux mâchoires inférieures se rejoignent et fusionnent en un seul élément). Le sommet de l'arrière de la symphyse est très concave. Les dents de la partie postérieure du fragment de mâchoire pointent fortement vers l'arrière. Ce sont également les plus longues. Elles sont relativement espacées dans des alvéoles présentant une crête légèrement épaissie. Globalement, il s'agissait d'un petit ptérosaure ; la longueur du crâne est estimée à vingt centimètres et l'envergure à environ 100 cm. Ce spécimen est la première mention de matériel crânien de ptérosaure à Tendaguru. D'abord décrit comme un membre des Germanodactylidae, il a ensuite été considéré comme un Dsungaripteridae plus général (d'affinités incertaines), ce qui signifie qu'il se nourrissait peut-être de crabes et d'autres crustacés. Cette hypothèse était principalement motivée par les bords légèrement surélevés des alvéoles dentaires. En 2007, Alexander Kellner a déclaré que la ressemblance avec Germanodactylus ou Dsungaripterus était superficielle et qu'il n'était même pas certain qu'il appartienne aux Pterodactyloidea plutôt qu'à un ptérosaure plus primitif. Il l'a donc rattaché à un clade nouvellement nommé mais non défini, les Tendaguripteridae, dont il est le seul membre.

### Publications originales
- [2007] (en) A. W. A. Kellner, A. M. S. Mello et T. L. Ford, A survey of pterosaurs from Africa with the description of a new specimen from Morocco. In I. S. Carvalho, R. C. T. Cassab, C. Schwanke, M. A. Carvalho, A. C. S. Fernandes (eds.), Rio de Janeiro, Editora Interciência, coll. « Paleontologia: Cenários de Vida », 2007.
- [1999] (en) D. M. Unwin et W. D. Heinrich, « On a pterosaur jaw from the Upper Jurassic of Tendaguru (Tanzania) », Mitteilungen aus dem Museum für Naturkunde in Berlin, Geowissenschaftliche Reihe, vol. 2,‎ 1999, p. 121-134 (DOI 10.5194/fr-2-121-1999).